# Districtul Mallakastër

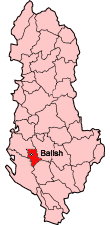
Districtul Mallakastër în Albania

Mallakastër este un district în Albania.